# Ceram-expeditie
De Ceram-expeditie van 1917-1919 was een expeditie naar Ceram, met als doel de geologie en delfstoffen van het eiland in kaart te brengen. De expeditie stond onder leiding van de geoloog Louis Rutten.
In 1913 werden er plannen gemaakt door de Maatschappij ter Bevordering van het Natuurkundig Onderzoek der Nederlandsche Koloniën in samenwerking met het Koninklijk Nederlands Aardrijkskundig Genootschap (KNAG), de Universiteit Utrecht en een aantal particuliere sponsoren om een expeditie te houden naar de Molukken en dan specifiek het eiland Ceram. In verband met de Eerste Wereldoorlog werden de plannen uitgesteld en pas in 1917 weer opgepakt. De expeditie werd geleid door de geoloog Dr. L. Rutten. Het doel van de expeditie was om te kijken naar eventuele oliebronnen op het eiland. Expedities gericht op exploitatie van overzeese gebieden waren zeer gebruikelijk aan het begin van de 20ste eeuw. De Molukken waren toentertijd nog nauwelijks onderzocht en men had hoge verwachtingen van het eiland. De expeditie duurde van augustus 1917 tot mei 1919. Gedurende zijn verblijf heeft Louis Rutten 11 expedities ondernomen op en rond het eiland Ceram, waarbij hij tracé-kaarten heeft gemaakt en het eiland systematisch heeft onderzocht.

## Resultaten
Rutten heeft gedurende zijn verblijf in totaal elf expedities over het eiland gemaakt om het hele eiland geologisch in kaart te brengen. Zijn bevindingen zijn gepubliceerd in het tijdschrift van het KNAG.

## Ontwikkelingsmogelijkheden
Na twee jaar verblijf op Ceram heeft Rutten een verslag geschreven over de ontwikkelingsmogelijkheden van het eiland. Rutten heeft hierbij gekeken naar verschillende bedrijfstakken die gebruikelijke waren voor Nederlands-Indië en naar de mogelijkheden die deze hadden om het eiland Ceram en zijn bevolking economisch verder te laten ontwikkelen. Rutten constateerde dat het op Ceram slecht gesteld was qua delfstoffen. Er was hooguit wat steenkool, maar niet in hoeveelheden die economisch rendabel waren. Wel was er olie gevonden, maar toch twijfelde Rutten of dit zou leiden tot de verbetering van de algemene welvaart van de eilandbewoners. Deze waren namelijk relatief zelfvoorzienend en daarom minder snel geneigd om in loondienst te gaan.
Rutten beschreef dat de jacht toen groot was, maar zodra de welvaart zou groeien de jacht wel zou afnemen.  Er werd wel wild geëxporteerd, maar de opbrengst hiervan viel toch enorm tegen. Ook de visserij was een bedrijfstak waarbij Rutten de kans klein achtte dat deze een grote groei zou meemaken. Zo schrijft hij dat ‘uit eigen beweging zal de ongeloofelijk luie strandbevolking zeker niks doen om haren welvaart te verhoogen’. Om de visserij tot een succes te brengen zou het Gouvernement een grote rol moeten gaan spelen.
Rutten voorziet in zijn verslag geen toekomst voor bosbouw, mede vanwege de ongunstige mineralensamenstelling van de bodem. Toch zou ontginning wel mogelijk zijn, dat werd op dat moment al gedaan door de bevolking met sago welke daar in overvloed aanwezig was. De ontginning heeft alleen pas kans van slagen als de bevolking werklustiger geworden zou zijn, volgens Rutten. De ruime aanwezigheid van sago zou de bevolking lui hebben gemaakt en niet geneigd om hard te werken om hun eigen welvaart te verbeteren. Hij adviseerde dan ook om door het Gouvernement een betere structuur te ontwikkelen die de bevolking zou helpen op het juiste werkethos aan te leren.
Van overige teelt, van bijvoorbeeld koffie, cacao of pisang, verwachtte Rutten ook weinig. Eerdere experimenten met dit soort plantages elders op het eiland hadden tot weinig vruchtbare resultaten geleid. Een eventuele andere plant die wel kans van slagen had, was de klapperboom. De olie uit de kokosnoot was een goed exportproduct en kon daarmee de algemene welvaart van het eiland verhogen.

## Interactie met inheemse bevolking

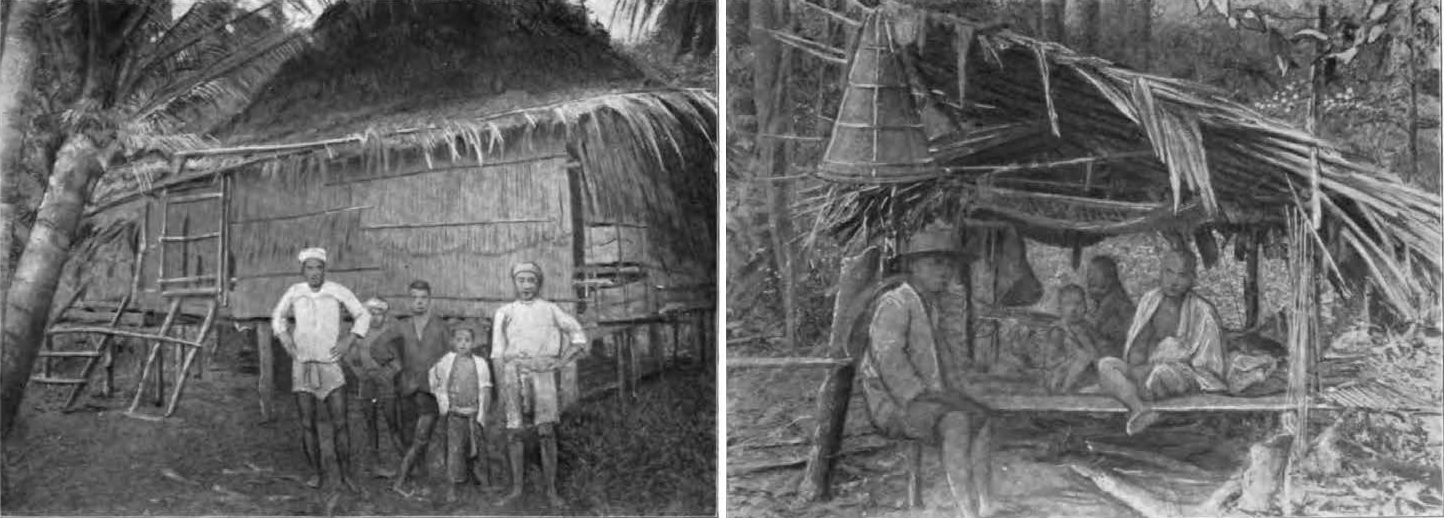
Maleisisch huis links, Bersap hut rechts

De eerste expeditie van Rutten vond in 1916 plaats in Oost-Borneo. Tijdens deze expeditie maakte Rutten een onderscheid tussen Bersaps en Maleisiërs. De meer geciviliseerde Maleisiërs zouden de achtergestelde Bersaps beïnvloeden en hen vervolgens naar een hogere civilisatie leiden. Zo omschrijft Rutten een halfbloed van zowel Maleisische- als Bersap afkomst als zijnde hoger ontwikkeld dan een volbloed Bersap, maar wel minder ontwikkeld dan een volbloed Maleisiër. Hiernaast benadrukt Rutten de gradatie van civilisatie aan de hand van de leefomstandigheden van de inheemse bevolking. De nomadische Bersaps leven in kleine hutten terwijl de geciviliseerde Maleisiërs in gebouwde huizen leven, zoals te zien is in de afbeelding rechtsboven.
Tussen 1917 en 1919 ondernam Rutten vervolgens een wetenschappelijke expeditie naar onder andere Ceram. In 1917 maakte de expeditie gebruik van de inheemse Alfoeren om tochten over het eiland te maken. Rutten zag deze bevolking als gehard door de natuur en uiterst geschikt voor de expeditie. Tegelijkertijd benadrukt Rutten dat het gebrek aan woorden als: “vuil” en “schoon” de groep het beste typeerden. “Luiheid” daarentegen zouden de Alfoeren vooral kennen.

### Ontwikkelingsvisie omtrent inheemse bevolking
In 1920, een jaar na de laatste expeditie, omschreef Rutten de toekomst van de bevolking van Ceram in het jaarverslag van het Koninklijk Nederlands Aardrijkskundig Genootschap. Hij zag hierin een actieve rol weggelegd voor de Nederlandse staat om: “de bevolking in haar geheel op een niveau van verhoogde werkzaamheid te brengen” . Door een verzachte vorm van het cultuurstelsel moest de bevolking leren haar inheemse ‘luiheid’ los te laten en het Europese arbeidsethos eigen maken.
De civiel-gezaghebber majoor F.J.P. Sachse nam in juni 1918 deel aan de expeditie. Reeds in 1902 had Sachse de bevolking van Ceram bestudeerd en trok dezelfde conclusies als Rutten. Sachse ondersteunde de visie van Rutten door middel van een brief in 1920 aan het KNAG. Sachse zag educatie en een Europees arbeidsethos als enige redmiddel tegen: "ziekten, alcoholisme, vadsigheid, ondervoeding, zwerfzucht en kinderbeperking"
De actieve rol waarbij Europa meent op raciale gronden het recht te hebben om overzees bezit te scholen en beschaving bij te brengen staat beter bekend als de White Man's  Burden, de Nederlandse ethische politiek was sterk op deze gedachtegoed geïnspireerd.

## Debat rondom de intenties van het KNAG wat betreft de expeditie
Naast het overduidelijk wetenschappelijke karakter van deze expeditie had het ook een erg kolonialistisch en imperialistisch gezicht dat voortvloeide uit de houding die de KNAG had tegenover expedities.
De expedities die KNAG organiseerde of aan meehielp waren voornamelijk expedities naar de Nederlandse koloniën, waaronder Suriname en de Indonesisch archipel. Zij waren van aardrijkskundige aard: geologisch en topografisch, maar schonken ook aandacht aan antropologie, etnografie en zoölogie. Zoals voorheen benoemd lag de nadruk bij de Ceram-expeditie het in kaart brengen van de topografie en geologie van dit gebied.

### Exploitatie grondstoffen
De exploitatie van grondstoffen is imperialistisch van aard omdat het in de eigen kolonie gedaan en het eigendom is van het imperialistische moederland (Nederland). De inheemse bevolking van deze locaties gaat niet vooruit op de winning van deze grondstoffen. Daarnaast bestond het idee dat het woeste, door mens onaangeraakte gebied in controle gebracht moest worden door de zogenaamde geciviliseerde kolonisten. Het land werd letterlijk hiermee ook geciviliseerd. Dit wordt gezien als een geografische vorm van de Nederlandse ethische politiek of "White Man’s Burden", omdat de kolonisten zogenaamd uit goede wil de bevolking en het land hiermee wilden laten ontwikkelen.

### Economisch aspect
Het verwijt bestond ook dat het KNAG en de Universiteit Utrecht dit puur deden ter bevordering van de Nederlandse economie en versterking van de Nederlandse internationale politiek. Het kan gezien worden als het resultaat van de wet van de remmende voorsprong. Nederland was in haar Gouden Eeuw vooraanstaand in het koloniale bewind ten opzichte van de rest van Europa. Echter werd zij na verloop van tijd ingehaald door het Verenigd Koninkrijk en Frankrijk. Ook was de wetenschappelijke revolutie eerder en sterker in deze landen, waardoor zij ook eerder soortgelijke instanties als het KNAG hadden. Zelf beweerde het KNAG echter dat zij deze expedities puur uit wetenschappelijke overtuiging deden en mee gingen met de wetenschappelijke revolutie. Het KNAG was immers een organisatie die alle Nederlandse geografen probeerde te verbinden met elkaar en samen het aardrijkskundig onderwijs en onderzoek wilden bevorderen.

### Antropologie
Ook was op deze expeditie een antropoloog mee die aan fysische antropologie deed: dit houdt in dat hij op sociaal-darwinistische manier de lichamen van de inheemse bevolking van Ceram ging analyseren en vervolgens hun gedragingen aan de uiterlijke kenmerken toeschreef. Ook werden gebruiksvoorwerpen van de kolonie meegebracht naar Nederland om er rariteitenkabinetten mee te vullen. Deze twee voorbeelden laten ook zien dat het onderzoek dat vanuit het KNAG naar voren werd gebracht als kolonialistisch van aard kan worden gezien. Aan de andere kant bevorderde de niet-fysische kant van het antropologische onderzoek ook de wetenschap en zorgde het voor een toename van kennis over het volk dat op het eiland Ceram woonde.